# Виктория (Британска Колумбия)
Вижте пояснителната страница за други значения на Виктория.
Виктория (на английски: Victoria) е град в Югозападна Канада, столица на провинция Британска Колумбия. Разположен е в южния край на остров Ванкувър, на брега на протока Хуан де Фука. Населението на града е 85 792 жители през 2016 г.

## Климат
Климатът на града е мек и топъл, често характеризиран като средиземноморски. Зимите са меки и влажни, а летата – топли и сухи. Средните зимни температури са от 4 до 8 °С, а летните – около 20 – 25 °С. Със своите 2223 часа слънчево време градът е и най-слънчевия в Британска Колумбия.
Мекият климат позволява да се отглеждат и такива дървесни видове като евкалипти, палми и даже някои видове бананови дървета. Общинските паркове са целогодишно пълни с цветя, което е дало на Виктория името „Градът на градините“.

## Население
Виктория е известна с големия си брой възрастно население. Тук живеят много британски пенсионери поради мекия климат и типично британската атмосфера в града. Близо 6,5 % от населението е над 80-годишна възраст, а други 18% са над 65 години.
Топлият климат привлича и друг тип „заселници“. В града има голям брой бездомници – над 2000 души според данни от 2006 г.

## Забележителности
Част от градския транспорт се осъществява от типичните за Лондон 2-етажни автобуси, а в центъра има голям брой английски пъбове.

## Побратимени градове
- Хабаровск, Русия
- Нейпир, Нова Зеландия
- Мориока, Япония
- Суджоу, Китай

## Родени във Виктория
- Уилям Викри – икономист (21 юни 1914)
- Нели Фуртадо – певица (2 декември 1978)
- Чад Фауст – актьор (14 юли 1980)